# Liste der Bodendenkmale in Drage (Elbe)
In der Liste der Bodendenkmale in Drage (Elbe) sind alle Bodendenkmale der niedersächsischen Gemeinde Drage (Elbe) aufgelistet. Die Quelle ist der Denkmalatlas Niedersachsen. Der Stand der Liste ist der 17. August 2024.

## Allgemein
In den Spalten finden sich folgende Informationen des Bodendenkmales :
- Lage        : geographische Koordinaten
- Bezeichnung : Bezeichnung lt. Denkmalatlas
- Beschreibung: Beschreibung lt. Denkmalatlas
- ID          : Objekt-ID
- Bild        : Bild, ggf. zusätzlich mit Link zu weiteren Fotos im Medienarchiv Wikimedia Commons.

## Drage
| Lage                         | Bezeichnung              | Beschreibung | ID       | Bild |
| ---------------------------- | ------------------------ | --- | -------- | ---- |
| 53° 24′ 27″ N, 10° 15′ 20″ O | Drage 1, Wurt            | Oval, ca. 40 × 30 m; H. zum umliegenden Gelände bis 2,5 m. | 28954669 | BW   |
| 53° 24′ 18″ N, 10° 15′ 18″ O | Drage 3, Wurt            | z.T. modern verändert, bebaut. Annähernd oval, ca. 35 × 20 m; H. zum umliegenden Gelände bis 2,0 m. | 28954763 | BW   |
| 53° 24′ 20″ N, 10° 15′ 18″ O | Drage 4, Wurt            | Annähernd oval, ca. 40 × 30 m; H. zum umliegenden Gelände ca. 2,0 m. | 28954768 | BW   |
| 53° 24′ 20″ N, 10° 15′ 16″ O | Drage 5, Wurt            | Annähernd rechteckig ca. 30 × 30 m; H. zum umliegenden Gelände bis 2,5 m, zum großen Teil abgemauert. | 28954772 | BW   |
| 53° 24′ 21″ N, 10° 15′ 19″ O | Drage 6, Wurt            | Annähernd rund. Dm. ca. 20 m; H. zum umliegenden Gelände ca. 2,0 m. | 28954777 | BW   |
| 53° 24′ 23″ N, 10° 15′ 20″ O | Drage 7, Wurt            | Mit drei Häusern, umgebaut, ehemals 3 Teile. Annähernd oval, ca. 70 × 25 m, H. zum umliegenden Gelände ca. 2,0 m. | 28954778 | BW   |
| 53° 24′ 25″ N, 10° 15′ 20″ O | Drage 8, Wurt            | Annähernd rund. Dm. ca. 20 m; H. zum umliegenden Gelände ca. 2,0 m. | 28954782 | BW   |
| 53° 24′ 26″ N, 10° 15′ 21″ O | Drage 9, Wurt            | Strohdachhaus. Annähernd rund. Dm, ca. 30 m; H. zum umliegenden Gelände ca. 2,0 m. | 28954783 | BW   |
| 53° 24′ 26″ N, 10° 15′ 20″ O | Drage 10, Wurt           | Annähernd rund. Dm. ca. 15 m; H. zum umliegenden Gelände ca. 2,0 m. | 28954784 | BW   |
| 53° 24′ 23″ N, 10° 15′ 30″ O | Drage 11, Wurt           | Annähernd oval, ca. 20 × 30 m; H. zum umliegenden Gelände bis 3 m, z.T. abgemauert. | 28954781 | BW   |
| 53° 24′ 28″ N, 10° 15′ 21″ O | Drage 12, Wurt           | Annähernd rund. Dm. ca. 20 m; H. zum umliegenden Gelände 2,0 m. | 28954788 | BW   |
| 53° 24′ 27″ N, 10° 15′ 18″ O | Drage 13, Wurt           | Mit zwei Häusern bebaut, das östliche im 19. Jh. Annähernd oval, ca. 50 × 30 m; H. zum umliegenden Gelände ca. 2,5 m. | 28954792 | BW   |
| 53° 24′ 28″ N, 10° 15′ 18″ O | Drage 15, Wurt           | Annähernd rechteckig, ca. 30 × 30 m; H. zum umliegenden Gelände bis 2,5 m. | 28954891 | BW   |
| 53° 24′ 29″ N, 10° 15′ 19″ O | Drage 16, Wurt           | Mit Haus im Jugendstil bebaut. Annähernd rund, Dm. ca. 50 m; H. zum umliegenden Gelände 2,5 m. | 28954897 | BW   |
| 53° 24′ 29″ N, 10° 15′ 23″ O | Drage 17, Wurt           | 2 Grundstücke. Im Norden verändert. Fachwerkhaus mit Strohdach. Annähernd oval, ca.50 × 35 m; H. zum umliegenden Gelände bis 2,5 m. | 28954900 | BW   |
| 53° 24′ 28″ N, 10° 15′ 25″ O | Drage 18, Wurt           | Zwischen den Deichlinien, bebaut. Annähernd oval, ca. 40 × 30 m; H. zum umliegenden Gelände bis 2,5 m. | 28954903 | BW   |
| 53° 24′ 30″ N, 10° 15′ 21″ O | Drage 19, Wurt           | Oval, ca. 50 × 20 m; H. zum umliegenden Gelände ca. 2,0 m. | 28954905 | BW   |
| 53° 24′ 30″ N, 10° 15′ 23″ O | Drage 20, Wurt           | Oval, ca. 40 × 25 m; H. zum umliegenden Gelände ca. 2,0 m. | 28954907 | BW   |
| 53° 24′ 31″ N, 10° 15′ 21″ O | Drage 21, Wurt           | Annähernd oval, ca. 30 × 20 m; H. über nahegelegener Niederung ca. 2,0 m. | 28954912 | BW   |
| 53° 24′ 32″ N, 10° 15′ 22″ O | Drage 22, Wurt           | Annähernd rund, Dm. ca. 20 m; H. über nahegelegener Niederung ca. 2,0 m. | 28954914 | BW   |
| 53° 23′ 32″ N, 10° 16′ 58″ O | Drage 23, Deich          | Historischer Deichzug zwischen altem Elbdeich im W und Krümser Achterdeich im O. Länge in der Gmkg. ca. 0,8 km. | 28952346 | BW   |
| 53° 24′ 33″ N, 10° 15′ 22″ O | Drage 25, Wurt           | Annähernd oval, ca. 30 × 20 m; H. über nahegelegener Niederung bis 2,0 m. | 28954919 | BW   |
| 53° 24′ 32″ N, 10° 15′ 24″ O | Drage 26, Wurt           | Annähernd oval, ca. 30 × 25 m; H. zum umliegenden Gelände bis 1,5 m. | 28954920 | BW   |
| 53° 24′ 33″ N, 10° 15′ 23″ O | Drage 27, Wurt           | Annähernd rund, Dm. ca. 25 m; H. zum umliegenden Gelände ca. 1,5 m. | 28955016 | BW   |
| 53° 24′ 34″ N, 10° 15′ 24″ O | Drage 28, Wurt           | Podest, flach, bebaut. Annähernd oval, ca. 30 × 20 m; H. zum umliegenden Gelände bis 1,5 m, teilweise abgemauert. | 28955021 | BW   |
| 53° 24′ 36″ N, 10° 15′ 25″ O | Drage 29, Wurt           | Podest, flach, bebaut. Annähernd rechteckig, ca. 25 × 25 m; H. zum umliegenden Gelände bis 1,5 m, teilweise abgemauert. | 28955025 | BW   |
| 53° 24′ 36″ N, 10° 15′ 24″ O | Drage 30, Wurt           | Podest, flach, bebaut. Annähernd rechteckig, ca. 35 × 25 m; H. zum umliegenden Gelände bis 2,0 m. | 28955026 | BW   |
| 53° 24′ 35″ N, 10° 15′ 23″ O | Drage 31, Wurt           | Podest, flach, bebaut. Annähernd rechteckig, ca. 35 × 30 m; H. zum umliegenden Gelände ca. 2,0 m. | 28955029 | BW   |
| 53° 24′ 34″ N, 10° 15′ 22″ O | Drage 32, Wurt           | Podest, flach, bebaut. Annähernd rechteckig, ca. 25 × 20 m, H. zum umliegenden Gelände ca. 2,0 m. | 28955033 | BW   |
| 53° 24′ 33″ N, 10° 15′ 21″ O | Drage 33, Wurt           | Podest, flach bebaut, anscheinend auf Uferwall errichtet. Annähernd oval, ca. 30 × 25 m; H. zum umliegenden Gelände ca. 2,0 m. | 28955036 | BW   |
| 53° 24′ 32″ N, 10° 15′ 20″ O | Drage 34, Wurt           | Podest, flach, bebaut, anscheinend auf Uferwall errichtet. Annähernd oval, ca 30 × 25 m; H. zum umliegenden Gelände ca. 2,0 m. | 28955039 | BW   |
| 53° 24′ 32″ N, 10° 15′ 20″ O | Drage 35, Wurt           | Podest, schwach, bebaut, anscheinend auf Uferwall errichtet. Annähernd rund. Dm. ca. 25 m; H. zum umliegenden Gelände ca. 2,0 m. | 28953435 | BW   |
| 53° 24′ 31″ N, 10° 15′ 19″ O | Drage 36, Wurt           | Podest, flach, bebaut, anscheinend auf Uferwall errichtet. Annähernd rechteckig, ca. 25 × 25 m; H. zum umliegenden Gelände ca. 2,0 m.                                                                                                   | 28953434 | BW   |
| 53° 24′ 38″ N, 10° 15′ 29″ O | Drage 37, Wurt           | Annähernd rund, Dm. ca. 35 m; H. zum umliegenden Gelände bis 2,5 m. | 28953436 | BW   |
| 53° 24′ 35″ N, 10° 15′ 31″ O | Drage 38, Wurt           | Bebaut mit Fachwerkhaus mit Strohdach. Annähernd oval, ca. 40 × 30 m; H. zum umliegenden Gelände ca. 1,0 m. | 28953433 | BW   |
| 53° 24′ 33″ N, 10° 15′ 29″ O | Drage 39, Wurt           | Annähernd oval, ca. 50 × 35 m; H. zum umliegenden Gelände ca. 2,0 m. Verzeichnet in Blatt 64 der kurhannoverschen Landesaufnahme, daher vor 1781 angelegt.                                                                              | 28953438 | BW   |
| 53° 24′ 34″ N, 10° 15′ 34″ O | Drage 40, Wurt           | Podest am Elbdeich, W-Seite. Annähernd oval, ca. 35 × 20 m; H. zum umliegenden Gelände ca. 2,0 m. | 28953439 | BW   |
| 53° 24′ 34″ N, 10° 15′ 37″ O | Drage 41, Wurt           | Podest beim Deich. Annähernd oval, ca. 50 × 30 m; H. zum umliegenden Gelände bis 2,0 m. | 28953437 | BW   |
| 53° 24′ 31″ N, 10° 15′ 35″ O | Drage 42, Wurt           | Podest am Deich, Fachwerk. Annähernd rund, Dm, ca. 30 m; H. zum umliegenden Gelände bis 1,0 m. Gelände nach O weiter abfallend. | 28953440 | BW   |
| 53° 24′ 30″ N, 10° 15′ 35″ O | Drage 43, Wurt           | Podest um Deich. Annähernd oval, ca. 30 × 25 m; H. zum umliegenden Gelände bis 1,5 m. | 28953441 | BW   |
| 53° 24′ 25″ N, 10° 15′ 34″ O | Drage 44, Wurt           | Scheune. Annähernd oval, ca. 80 × 50 m; H. zum umliegenden Gelände bis 1,5 m. Im W am Deich grenzend. | 28953442 | BW   |
| 53° 24′ 24″ N, 10° 15′ 34″ O | Drage 45, Wurt           | Am Deich bebaut, Hof. Annähernd oval, ca. 60 × 40 m; H. zum umliegenden Gelände ca. 2,0 m. Im S in Wurt, FStNr. 45 fließend übergehend.                                                                                                 | 28953443 | BW   |
| 53° 24′ 37″ N, 10° 15′ 38″ O | Drage 46, Wurt           | Tiefer als der Deich gelegen, Hof. Annähernd oval, ca. 70 × 40 m; H. zum umliegenden Gelände ca. 1,5 m. | 28953444 | BW   |
| 53° 24′ 39″ N, 10° 15′ 37″ O | Drage 47, Wurt           | Am Deich, Hof, Scheune abgesetzt, Strohdach. Unförmig oval, ca. 80 × 50 m; H. zum umliegenden Gelände ca. 1,5 m. | 28953445 | BW   |
| 53° 24′ 42″ N, 10° 15′ 39″ O | Drage 48, Wurt           | Annähernd rund, Dm. ca. 35 m; H. zum umliegenden Gelände bis 0,8 m. | 28953446 | BW   |
| 53° 24′ 43″ N, 10° 15′ 35″ O | Drage 49, Wurt           | Flach, am Deich, Haus um 1900. Annähernd oval, ca. 50 × 30 m; H. zum umliegenden Gelände bis 2,5 m. | 28953447 | BW   |
| 53° 24′ 44″ N, 10° 15′ 36″ O | Drage 50, Wurt           | Flach, am Deich, bebaut. Annähernd rund, Dm. ca. 40 m; H. zum umliegenden Gelände bis 2,5 m. Stark überformt. | 28953448 | BW   |
| 53° 24′ 44″ N, 10° 15′ 38″ O | Drage 51, Wurt           | Annähernd oval, ca. 50 × 30 m; H. zum umliegenden Gelände bis 1,5 m. | 28953449 | BW   |
| 53° 24′ 47″ N, 10° 15′ 43″ O | Drage 53, Wurt           | Annähernd oval, ca. 35 × 20 m; H. zum umliegenden Gelände ca. 2,5 m. | 28953452 | BW   |
| 53° 24′ 49″ N, 10° 15′ 42″ O | Drage 54, Wurt           | Podest In Deichlage. Annähernd oval, ca. 30 × 20 m. H. zum umliegenden Gelände ca. 2,5 m, teilweise abgemauert. | 28953454 | BW   |
| 53° 24′ 50″ N, 10° 15′ 42″ O | Drage 55, Wurt           | Zwischen den Deichen. Fachwerk, 1845? Annähernd oval, ca. 30 × 20 m. H. zum umliegenden Gelände ca. 1,5 m. | 28953453 | BW   |
| 53° 24′ 50″ N, 10° 15′ 39″ O | Drage 56, Wurt           | Annähernd oval, ca. 90 × 50 m; H. zum umliegenden Gelände bis 3,0 m. | 28953456 | BW   |
| 53° 24′ 35″ N, 10° 15′ 34″ O | Drage 57, Wurt           | West-Seite vom Deich. Annähernd oval, ca. 40 × 20 m; H. zum umliegenden Gelände ca. 2,0 m, abgemauert. | 28953455 | BW   |
| 53° 24′ 52″ N, 10° 15′ 42″ O | Drage 58, Wurt           | Unförmig, ca. 50 × 50 m. H. zum umliegenden Gelände bis 2,0 m. | 28953458 | BW   |
| 53° 24′ 52″ N, 10° 15′ 43″ O | Drage 59, Wurt           | Annähernd oval, ca. 40 × 20 m; H. zum umliegenden Gelände bis 2,5 m. | 28953459 | BW   |
| 53° 24′ 51″ N, 10° 15′ 44″ O | Drage 60, Wurt           | Annähernd rund. Dm. ca. 30 m; H. ca. + 6 m NN; H. über umgebendem Gelände bis 1,8 m. SW- und SO-Seite steil geböscht. | 28952849 | BW   |
| 53° 24′ 52″ N, 10° 15′ 44″ O | Drage 61, Wurt           | Podest, zwischen den Deichen. Annähernd oval, ca. 35 × 20 m; H. zum umliegenden Gelände ca. 2,0 m. | 28953457 | BW   |
| 53° 24′ 48″ N, 10° 15′ 47″ O | Drage 62, Wurt           | Podest am Deich. Bebaut. Annähernd oval, ca. 40 × 20 m; H. zum umliegenden Gelände bis 1,5 m. | 28953553 | BW   |
| 53° 24′ 51″ N, 10° 15′ 49″ O | Drage 63, Wurt           | Podest am Deich, bebaut. Annähernd oval, ca. 40 × 20 m; H. zum umliegenden Gelände ca. 0,8 m. | 28953554 | BW   |
| 53° 24′ 55″ N, 10° 15′ 45″ O | Drage 64, Wurt           | Annähernd oval, ca. 60 × 35 m; H. zum umliegenden Gelände ca. 2,0 m. | 28953555 | BW   |
| 53° 24′ 54″ N, 10° 15′ 45″ O | Drage 65, Wurt           | Annähernd rund, Dm. ca. 25 m; H. zum umliegenden Gelände ca. 2,0 m. | 28953557 | BW   |
| 53° 24′ 53″ N, 10° 15′ 50″ O | Drage 66, Wurt           | Bebaut (Strohdach). Annähernd oval, ca. 40 × 25, H. zum umliegenden Gelände ca.1,0 m. | 28953556 | BW   |
| 53° 24′ 54″ N, 10° 15′ 52″ O | Drage 68, Wurt           | Annähernd oval, ca. 40 × 30 m. | 28953560 | BW   |
| 53° 24′ 55″ N, 10° 15′ 50″ O | Drage 69, Wurt           | Annähernd rund, Dm. ca. 45 m; H. zum umliegenden Gelände ca. 1,0 m. | 28953561 | BW   |
| 53° 24′ 40″ N, 10° 15′ 36″ O | Drage 72, Deich          | Südl. sowie in der Ortslage von Drage ca. 200–300 m hinter dem neuen Elbdeich. Fortsetzung im S in der Gmkg. Laßrönne, Fortsetzung im NO in der Gmkg Drennhausen. „Alter Elbdeich“, L. in der Gmkg. ca. 2,7 km. Insgesamt gut erhalten. | 28952347 | BW   |
| 53° 24′ 32″ N, 10° 15′ 23″ O | Drage 73, Wurt           | Annähernd oval, ca. 25 × 15 m; H. nahegelegener Niederung ca. 2,0 m. | 28953564 | BW   |
| 53° 24′ 57″ N, 10° 15′ 49″ O | Drage 74, Wurt           | Annähernd oval, ca. 40 × 20 m; H. zum umliegenden Gebäude ca. 1,5 m. | 28953565 | BW   |
| 53° 23′ 35″ N, 10° 15′ 4″ O  | Lassrönne-Drage 1, Deich | Historischer Deichzug. Zwischen altem Elbdeich im W und Krümser Achterdeich im O. Name: „Drennhäuser Hinterdeich (Achterdeich)“. L. in der Gmkg. ca. 0,2 km.                                                                            | 28952830 | BW   |

## Drennhausen
| Lage                         | Bezeichnung           | Beschreibung | ID       | Bild |
| ---------------------------- | --------------------- | --- | -------- | ---- |
| 53° 25′ 0″ N, 10° 15′ 52″ O  | Drennhausen 4, Wurt   | Dm. ca. 30 m, H. ca. 1,3 m, über umgebendem Gelände. | 28991177 | BW   |
| 53° 25′ 1″ N, 10° 15′ 54″ O  | Drennhausen 5, Wurt   | Annähernd oval, ca. 35 × 25 m, H. ca. 1 m über umgebendem Gelände. | 28991178 | BW   |
| 53° 25′ 2″ N, 10° 15′ 54″ O  | Drennhausen 7, Wurt   | Annähernd oval, ca. 60 × 30 m, H. über umgebendem Gelände ca. 2,5 m. | 28991179 | BW   |
| 53° 25′ 1″ N, 10° 15′ 55″ O  | Drennhausen 8, Wurt   | Dm. ca. 25 m, H. über umgebendem Gelände bis 1,3 m. Mit Wohn- und Wirtschaftsgebäude bebaut. | 28991180 | BW   |
| 53° 25′ 2″ N, 10° 15′ 56″ O  | Drennhausen 9, Wurt   | Annähernd oval, ca. 30 × 20 m, H. über umgebendem Gelände bis 1,3 m. | 28991181 | BW   |
| 53° 25′ 3″ N, 10° 15′ 56″ O  | Drennhausen 10, Wurt  | Am alten Elbdeich gelegen. Annähernd oval, ca. 30 × 20 m, H. bis 1 m über umgebendem Gelände. | 28991182 | BW   |
| 53° 25′ 6″ N, 10° 15′ 59″ O  | Drennhausen 12, Wurt  | Podest am Deich aufgesetzt, parallel dazu. Annähernd oval, ca. 70 × 40 m, H. über umgebendem Gelände ca. 0,8 m.                                                                                                 | 28991184 | BW   |
| 53° 25′ 7″ N, 10° 16′ 4″ O   | Drennhausen 13, Wurt  | Annähernd oval, ca. 60 × 40 m, H. bis 1 m über umgebendem Gelände. | 28991183 | BW   |
| 53° 25′ 9″ N, 10° 16′ 19″ O  | Drennhausen 14, Wurt  | Am Elbdeich gelegen. Annähernd oval, ca. 45 × 30 m, H. bis 1,3 m über umgebendem Gelände. | 28991185 | BW   |
| 53° 25′ 9″ N, 10° 16′ 11″ O  | Drennhausen 21, Deich | Historischer Deichzug. In der Ortslage Drennhausen und weiter nach ONO führend. Fortsetzung im SW in der Gmkg. Drage, Fortsetzung im NO in der Gmkg. Elbstorf. „Alter Elbdeich“, Länge in der Gmkg. ca. 1,1 km. | 28952348 | BW   |
| 53° 23′ 45″ N, 10° 17′ 45″ O | Drennhausen 23, Deich | Historischer Deichzug zwischen altem Elbdeich im W und Krümser Achterdeich im O. Name: „Drennhäuser Hinterdeich (Achterdeich)“. Länge in der Gmkg. ca. 0,7 km.                                                  | 28952342 | BW   |

## Elbstorf
| Lage                         | Bezeichnung        | Beschreibung | ID       | Bild |
| ---------------------------- | ------------------ | --- | -------- | ---- |
| 53° 25′ 20″ N, 10° 17′ 49″ O | Elbstorf 4, Wurt   | Ca. 80 × 70 m; H. bis 1,8 m über umgebendem Gelände. | 28991658 | BW   |
| 53° 25′ 19″ N, 10° 17′ 45″ O | Elbstorf 5, Wurt   | Hofstellen in kurhann. LA (Blatt 64, 1781) verzeichnet. | 28991659 | BW   |
| 53° 25′ 19″ N, 10° 17′ 44″ O | Elbstorf 6, Wurt   | Ca. 35 × 20 m; H. bis 1,5 m über umgebendem Gelände. | 28991660 | BW   |
| 53° 25′ 19″ N, 10° 17′ 43″ O | Elbstorf 7, Wurt   | Ca. 40 × 20 m; H. über umgebendem Gelände bis 1,5 m. | 28991657 | BW   |
| 53° 25′ 19″ N, 10° 17′ 42″ O | Elbstorf 8, Wurt   | Ca. 40 × 25 m; H. bis 1,5 m über umgebendem Gelände. | 28991661 | BW   |
| 53° 25′ 17″ N, 10° 17′ 25″ O | Elbstorf 19, Wurt  | Flache Wurt am Deich. Annähernd oval, ca. 45 × 25 m; H. bis 1 m über umgebendem Gelände. | 28991663 | BW   |
| 53° 25′ 16″ N, 10° 17′ 20″ O | Elbstorf 20, Wurt  | Annähernd oval, ca. 70 × 50 m; H. bis 1 m über umgebendem Gelände. | 28991662 | BW   |
| 53° 25′ 19″ N, 10° 17′ 4″ O  | Elbstorf 21, Wurt  | Annähernd oval, ca. 70 × 40 m; H. ca. 1 m über umgebendem Gelände. | 28991664 | BW   |
| 53° 23′ 46″ N, 10° 17′ 45″ O | Elbstorf 29, Deich | Historischer Deichzug. Zwischen altem Elbdeich im W und Krümser Achterdeich im O. Name: „Drennhäuser Hinterdeich (Achterdeich)“. Länge in der Gmkg. ca. 0,7 km.                              | 28952441 | BW   |
| 53° 25′ 17″ N, 10° 17′ 21″ O | Elbstorf 30, Deich | Historischer Deichzug in der Ortslage von Elbstorf. Fortsetzung im SW in der Gmkg. Drennhausen, im NO Fortsetzung in der Gmkg. Stove. Name: „Alter Elbdeich“, Länge in der Gmkg. ca. 1,8 km. | 28952442 | BW   |
| 53° 23′ 49″ N, 10° 17′ 55″ O | Elbstorf 31, Deich | | 28952343 | BW   |

## Hunden
| Lage                         | Bezeichnung     | Beschreibung | ID       | Bild |
| ---------------------------- | --------------- | --- | -------- | ---- |
| 53° 23′ 24″ N, 10° 18′ 13″ O | Hunden 2, Deich | Historischer Ringdeich. Nordöstl. von Hunden, südl. des Ilau-Schnedegrabens. L. ca. 6,8 km                                                                                            | 28952338 | BW   |
| 53° 22′ 48″ N, 10° 19′ 35″ O | Hunden 3, Deich | Historischer Deichzug. Er verlief östl. von Tönnhausen, nördl. des Ilmenaukanals und südl. des Ilau-Schnedegrabens. In der Gmkg. Hunden Teilstücke A-E, F-T und ZA-ZB, L. ca. 4,0 km. | 28952339 | BW   |
| 53° 21′ 58″ N, 10° 17′ 6″ O  | Hunden 4, Deich | | 36019062 | BW   |
| 53° 21′ 37″ N, 10° 18′ 23″ O | Hunden 5, Deich | Historischer Deichzug, zwischen dem Ilmenaukanal S von Fahrenholz und Rottorf. Name: „Roddau-Deich“ bzw. „Bültenfelddeich“. L. in der Gmkg. ca. 2,0 km.                               | 28952341 | BW   |
| 53° 22′ 14″ N, 10° 17′ 44″ O | Hunden 13, Wurt | Oval, ca. 50 × 25 m; H. ca. 1,0 m. Bei Bauarbeiten wurde mittelalterliche Keramik im Hofbereich gefunden.                                                                             | 28952870 | BW   |

## Schwinde
| Lage                         | Bezeichnung        | Beschreibung | ID       | Bild |
| ---------------------------- | ------------------ | --- | -------- | ---- |
| 53° 25′ 29″ N, 10° 19′ 18″ O | Schwinde 3, Wurt   | Annähernd oval, ca. 50 × 30 m; H. bis 0,7 m über umgebendem Gelände. | 28991668 | BW   |
| 53° 24′ 38″ N, 10° 18′ 52″ O | Schwinde 4, Wurt   | Dm. ca. 65 m; H. bis 1,8 m über umgebendem Gelände. | 28991669 | BW   |
| 53° 24′ 35″ N, 10° 18′ 52″ O | Schwinde 6, Wurt   | Annähernd oval, ca. 60 × 40 m; H. ca. 1 m über umgebendem Gelände. | 28991672 | BW   |
| 53° 24′ 32″ N, 10° 18′ 51″ O | Schwinde 7, Wurt   | Annähernd oval, ca. 60 × 40 m; H. ca. 1,5 m über umgebendem Gelände. | 28991670 | BW   |
| 53° 24′ 32″ N, 10° 18′ 47″ O | Schwinde 8, Wurt   | Annähernd oval, ca. 70 × 50 m; H. ca. 1,5 m über umgebendem Gelände. | 28991671 | BW   |
| 53° 24′ 33″ N, 10° 18′ 44″ O | Schwinde 9, Wurt   | Annähernd oval, ca. 40 × 25 m; H. bis 1,3 m über umgebendem Gelände. | 28991674 | BW   |
| 53° 24′ 31″ N, 10° 18′ 40″ O | Schwinde 10, Wurt  | Dm. ca. 50 m; H. ca. 1 m über umgebendem Gelände. | 28991675 | BW   |
| 53° 24′ 6″ N, 10° 18′ 23″ O  | Schwinde 11, Deich | | 28952444 | BW   |
| 53° 25′ 38″ N, 10° 19′ 9″ O  | Schwinde 12, Wurt  | Bebaut. Annähernd oval, ca. 25 × 15 m; H. bis 1 m über umgebendem Gelände. | 28991676 | BW   |
| 53° 25′ 34″ N, 10° 19′ 15″ O | Schwinde 15, Wurt  | Annähernd oval, ca. 55 × 35 m; H. ca. 0,5 m über umgebendem Gelände. | 28991673 | BW   |
| 53° 25′ 17″ N, 10° 19′ 48″ O | Schwinde 32, Wurt  | Annähernd oval, ca. 30 × 20 m; H. bis 1 m über umgebendem Gelände. | 28991677 | BW   |
| 53° 25′ 17″ N, 10° 19′ 53″ O | Schwinde 34, Wurt  | Dm. ca. 25 m; H. bis 1 m über umgebendem Gelände. | 28989153 | BW   |
| 53° 24′ 9″ N, 10° 18′ 12″ O  | Schwinde 36, Deich | Historischer Deichzug. Verläuft westl. von Krümse, nördl. des Achterdeiches, östl. eines ehemaligen Wasserlaufes. Name: „Sonnendeich“. Ursprünglich wird der Deich wahrscheinlich bis an den alten Elbdeich herangereicht haben, bzw. an einen Deich nördl. von Krümse. | 28952445 | BW   |
| 53° 23′ 25″ N, 10° 18′ 36″ O | Schwinde 39, Deich | Historischer Deichzug, nördl. des Ilau-Schnedegrabens, zwischen dem Querdeich im W und dem Quer-Ilau-Deich im O. Name: „Dehl-Diek“. L. in der Gmkg. ca. 1,0 km. | 28952446 | BW   |
| 53° 25′ 20″ N, 10° 19′ 39″ O | Schwinde 40, Deich | Historischer Deichzug in der Ortslage Schwinde, zwischen der Gemarkungsgrenze zu Stove und der Gemarkungsgrenze zu Rönne. Alter Elbdeich, L. in der Gmkg. ca. 1,4 km.                                                                                                   | 28952448 | BW   |

## Stove
| Lage                         | Bezeichnung    | Beschreibung | ID       | Bild |
| ---------------------------- | -------------- | --- | -------- | ---- |
| 53° 25′ 40″ N, 10° 18′ 25″ O | Stove 6, Deich | Historischer Deichzug. In der Ortslage von Stove. Fortsetzung im SW in der Gmkg. Elbstorf, im SO in der Gmkg. Schwinde. „Alter Elbdeich“, Länge in der Gmkg. ca. 1,3 km. | 28952443 | BW   |